# فردودگاه تکبانده پالو بلانکو
 فردودگاه تکبانده پالو بلانکو (به انگلیسی: Palo Blanco Airstrip) یک فرودگاه خصوصی است که یک باند فرود خاک دارد و طول باند آن ۱۰۳۰ متر است. این فرودگاه در کشور مکزیک قرار دارد و در ارتفاع ۲۴۹ متری از سطح دریا واقع شده است.